# Атлетика на Летњим олимпијским играма 1948 — скок увис за жене
Такмичење у скоку увис за жене, је била, једна од 9 дисциплина женског атлетског програма на Летњим олимпијским играма 1948. у Лондону, Уједињено Краљевство. Такмичење је одржано 7. августа  на Вембли стадиону у Лондону.
Светска рекордерка у скоку увис Фани Бланкерс-Кун је била фаворит у овој дисиплини, али је поучена искуством са Европског првенства 1946. када је у трци са препонама пала и због тог пада није у скоку увис постигла одговарајући резултат јер је временска разлика између те две дисциплине била само пола сата, па је одустала од скока увис (освојла две златне медаље на 80 м препоне и у штафети 4 х 100 метара).
На такмичењу у Лондону две првопласиране Алис Коучман (САД) и Дороти Тајлер (УК) скочиле су 1,68 м и поставиле нови олимпијски рекорд. Покушале су и на 1,70, али нису успеле. Прва је била Кучман јер је победничку висину прескочила у првом покушају. Дороти Тајлер је поновила успех из Белина 1936, када је исто била друга опет због броја покушаја.
Алис Коучман је ова победа значајна и због тога што је ушла у историју олимпијског спорта као прва црнкиња која је освојила златну олимпијску медаљу.

## Земље учеснице
Учествовало је 19 скакачица увис из 10 земаља.
| - Аустрија (1) - Бразил (1) - Канада (3) - Данска (16) | - Француска (3) - Уједињено Краљевство (3) - Јамајка (2) | - Луксембург (1) - Мађарска (1) - САД (3) |

## Рекорди пре почетка такмичења
(7. августа 1948)
| Светски рекорд    | Фани Бланкерс-Кун Холандија      | 1,71 | Амстердам, Холандија | 30. мај 1943.   |
| Олимпијски рекорд | Џин Шајли САД Бејб Дидриксон САД | 1,65 | Лос Анђелес, САД     | 7. август 1932. |

### Рекорди после завршетка такмичења
| Олимпијски рекорд | Алис Коучман, САД · Дороти Тајлер · Уједињено Краљевство | 1,68 | Лондон, Уједињено Краљевство | 7. август 1948. |

## Освајачице медаља
|                  |                                      |                             |
| Алис Коучман САД | Дороти Тајлер · Уједињено Краљевство | Мишлен Остермер · Француска |

## Резултати

### Коначан пласман
| Пласман | Атлетичарка     | Земља                     | Резултат | Белешка |
| ------- | --------------- | ------------------------- | -------- | ------- |
|         | Алис Коучман    | САД                       | 1,68     | ОР      |
|         | Дороти Тајлер   | Уједињено Краљевство      | 1,68     | ОР      |
|         | Мишлен Остермер | Француска                 | 1,61     |         |
| 4       | Винтон Бекет    | Јамајка                   | 1.58     |         |
| 4       | Дорин Дреџ      | Канада                    | 1.58     |         |
| 6       | Bertha Crowther | САД                       | 1,58     |         |
| 7       | Илсе Штајнегер  | Аустрија                  | 1,55     |         |
| 8       | Дора Гарднер    | САД                       | 1,55     |         |
| 9       | Ане Иверсен     | Данска                    | 1,50     |         |
| 9       | Simone Ruas     | Француска                 | 1,50     |         |
| 11      | Carmen Phipps   | Јамајка                   | 1,50     |         |
| 11      | Бернис Робинсон | Сједињене Америчке Државе | 1,50     |         |
| 11      | Ширли Гордон    | Канада                    | 1,50     |         |
| 14      | Ан Мари Колшан  | Француска                 | 1,40     |         |
| 14      | Ема Рид         | САД                       | 1,40     |         |
| 14      | Triny Bourkel   | Луксембург                | 1,40     |         |
| 17      | Елизабет Милер  | Бразил                    | 1,40     |         |
| 17      | Олга Ђармати    | Мађарска                  | 1,40     |         |
| 19      | Elaine Silburn  | Канада                    | 1.40     |         |